# Kamilo Čuvalo
Kamilo Čuvalo (Proboj, Ljubuški, 25. travnja 1937. − Zagreb, 3. listopada 2010.), hrvatski domoljub i dugogodišnji organizator zavičajnog života Hercegovaca u Hrvatskoj.

## Životopis
Rodio se je u Proboju kod Ljubuškog u obitelji iz koje su poznati njegov stric, misionar i pisac fra Ljubo Čuvalo (1908. – 1975.) i braća: svećenik fra Mladen (1939. – 1991.) i povjesničar i publicist Ante (1944.). Oni su ostvarili svoje karijere u SAD. Na samom početku Domovinskog rata u Hrvatskoj 2. srpnja 1991. godine, u Zagrebu pogiba Kamilov najstariji sin Raveno Josip, u izlasku JNA tenkova iz vojarni prema Sloveniji. Kamilova kćerka Iva hrvatska je pjesnikinja.
Kao dio obitelji čiji su članovi bili istaknuti u hrvatskoj emigraciji nakon Drugog svjetskog rata, bio je djelatan u borbi hrvatsku samostalnost do višestranačkih izbora, te izložen političkim i policijskim pritiscima.
U studenom 1991. sa skupinom prijatelja osniva Hrvatsku hercegovačku zajednicu „Herceg Stjepan" u Zagrebu, koja će do 1995. okupljati brojne domoljube, pomagati obrani Hrvatske i Bosne i Hercegovine, skrbiti o izbjeglicama, podupirati studente i organizirati kulturne događaje.
Najpoznatija akcija HHZ Herceg-Stjepana je prikupljanje potpisa nobelovaca protiv rata u Hrvatskoj i Bosni i Hercegovini, ali i pokretanje humanitarnih konvoja za Novu Bilu, nabava tehničkih sredstava za gašenje požara na rafineriji u Bosanskom Brodu, itd.
Pokopan je 7. listopada 2010. na zagrebačkom groblju Miroševac.